# Байсултанов, Султан Магомедович
Султа́н Магоме́дович Байсулта́нов (15 августа 1947 год — 22 июля 2012 года) — советский и казахстанский оперный певец, Народный артист Казахстана (1992) и Чечено-Ингушской АССР.

## Биография
Родился в чеченской семье депортированных в 1947 году в Кызылординской области. После службы в армии переехал в Грозный. Работал в Чеченском театре юного зрителя — сначала осветителем, потом актёром.
Окончил Ленинградскую консерваторию имени Римского-Корсакова. В 1979 года стал ведущим тенором Казахского государственного академического театра оперы и балета имени Абая. Преподавал в Алма-Атинской консерватории.

## Партии
- «Евгений Онегин» — Ленский;
- «Иоланта» — Водемон;
- «Пиковая дама» — Герман;
- «Травиата» — Альфред;
- «Риголетто» — Герцог;
- «Турандот» — Калаф;
- «Мадам Баттерфляй» — Пинкертон;
- «Кармен» — Хосе;

## Звания и награды
- Народный артист Казахстана (1992);
- Народный артист Чечено-Ингушской АССР;
- Орден «Курмет».